# Friedrich Max Kircheisen

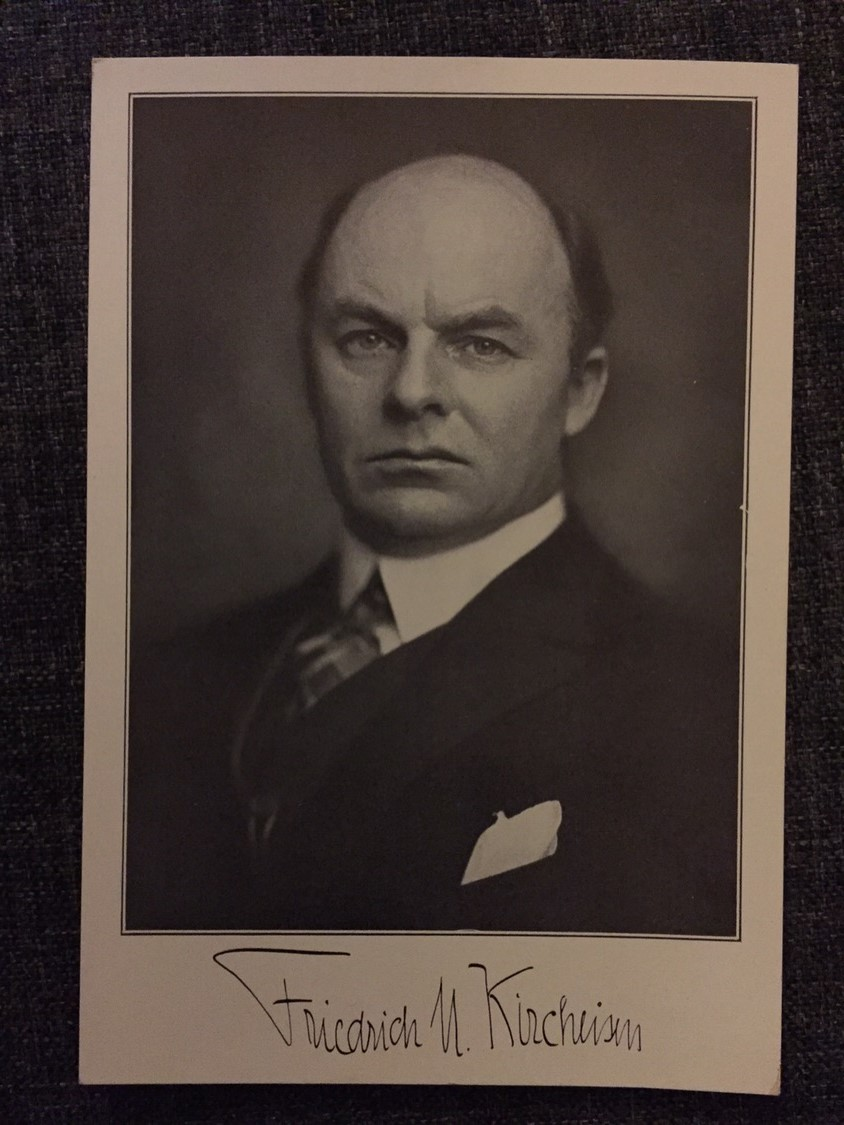
Friedrich Max Kircheisen

Friedrich Max Kircheisen (* 23. Juni 1877 in Chemnitz; † 12. Februar 1933 ebenda) war ein deutscher Historiker. 

## Leben
Friedrich Max Kircheisen studierte Geschichte und Internationales Recht an den Universitäten Leipzig und Paris. Er widmete sich als Privatgelehrter hauptsächlich der Erforschung der Geschichte Napoleons und seiner Zeit. Zu Beginn seiner Forschungen plante er, eine Bibliographie des Napoleonischen Zeitalters zu erstellen, wofür er ca. 30.000 Werke und Aufsätze gesammelt hatte. 1908 erschien der erste Band seiner Sammlung. Kircheisen schätzte die Zahl der zu bibliographierenden Publikationen auf 200.000 Titel. In seinem Vorwort zu Band 1 schrieb er:
Versuche von Bibliographien Napoleons sind schon des öfteren gemacht worden, aber teils sind sie unvollständig ausgeführt, teils wegen der beträchtlichen Schwierigkeiten, die sich darboten, wieder fallengelassen worden.
Im zweiten Band, der 1912 erschien, publizierte Kircheisen nur die erste Hälfte. Dann ließ er den Versuch fallen.
Sein Hauptwerk stellt seine Biographie Napoleons („Napoleon I. Sein Leben und seine Zeit“) dar, die von 1911 bis 1934 in neun Bänden erschien.
1911 war er an der Gründung der deutschen Napoleon-Gesellschaft beteiligt.
Kircheisen war verheiratet mit Gertrude Aretz, geb. Kuntze-Dolton. Aus dem Nachlass verkaufte die Witwe einen Teil der Bibliothek an die Universität Wien. Dieser Teil befindet sich in der Sammlung Tanzenberg. Ein anderer Teil der Bibliothek (ca. 1500 bis 2000 Bände) gelangte in die Zentralbibliothek der sogenannten Hohen Schule der NSDAP.

Seine letzte Ruhe fand er auf dem Friedhof Berlin-Hermsdorf in der Abt. 10, R. 1.

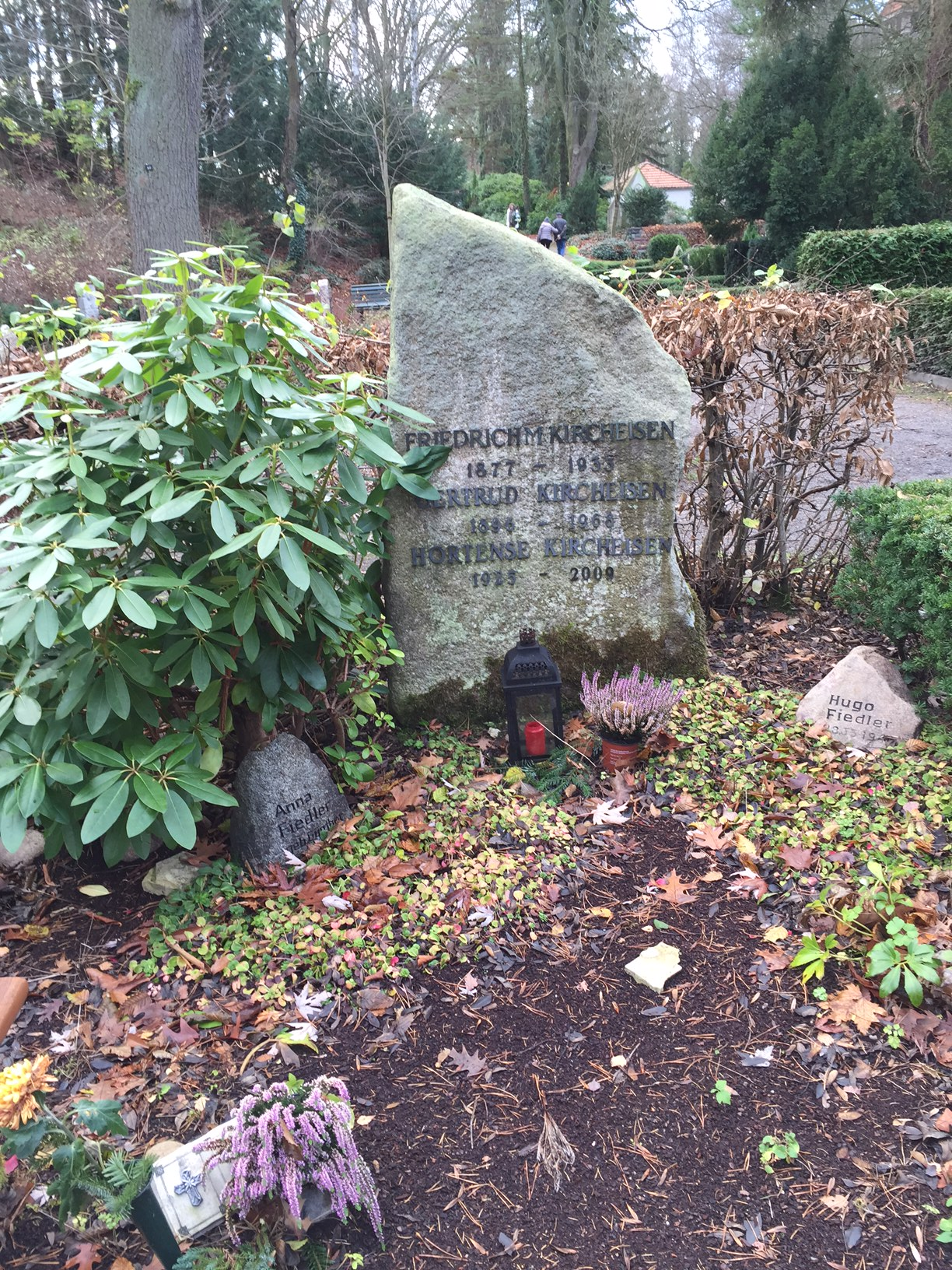

## Publikationen
- Bibliographie des Napoleonischen Zeitalters einschließlich der Vereinigten Staaten von Nordamerika. Bd. I, 1908, Bd. II 1 1912. Mittler, Berlin 1908-1912 (Nachdruck in einem Band Olms, Hildesheim New York 1977 ISBN 3-487-06298-4)
- Hat Napoleon gelebt? Und andere kuriose Geschichten (Rara. Eine Bibliothek des Absonderlichen; Bd. 1) Lutz, Stuttgart 1910.
- Napoleonkalender und Gedenkbuch der Befreiungskriege auf das Jahr 1812. Gemeinsam mit Gertrude Kircheisen. Müller, München Leipzig 1911-1912.
- Napoleons Feldzug in Italien und Österreich 1796-1797. Müller, München Leipzig 1913.
- Napoleon I. und das Zeitalter der Befreiungskriege in Bildern. Müller, München Leipzig 1914.
- Das Völkerringen 1914. Mit Aktenstücken. Sauerländer, Aarau (Schweiz) o. J.
- Die Schlachten bei Ypern und Dixmunde. (Oktober u. November 1914.) Sauerländer, Aarau (Schweiz) 1916.
- Napoleon im Lande der Pyramiden und seine Nachfolger 1798-1801. Müller, München 1918.
- Napoleon der Denker. Reissner, Dresden 1922.
- Nelson. Die Begründung von Englands Weltmachtstellung. Hoffmann, Stuttgart 1926.
- Die Bastille. Der Bücherkreis, Berlin 1927.
- Die französische Revolution 1789-1799. Volksverband der Bücherfreunde, Berlin 1928.
- König Lustig. Napoleons jüngster Bruder. Scherl, Berlin 1928.
- Napoleon I. Ein Herrscherleben. Schaffstein, Köln 1930.

Herausgeber
- Ernst Moritz Arndt: Erinnerungen aus dem äußeren Leben. Müller, München Leipzig 1913.
- Ernst Moritz Arndt: Lieder für Teutsche. Im Jahr der Freiheit 1813. Morawe & Scheffelt, Berlin 1913.
- Max von Schenkendorf: Gedichte. Morawe & Scheffelt, Berlin 1913.
- Theodor Körner: Leyer und Schwerdt. Morawe & Scheffelt, Berlin 1913.
- Des Generalobersten Frhrn von Hausen Erinnerungen an den Marnefeldzug. Koehler, Leipzig 1920.
- Napoleons Memoiren. Aretz, Dresden 1927.
- Fürstenbriefe an Napoleon I. Cotta, Stuttgart Berlin 1929.
- Jean-Jacques Rousseau: Briefe. Neuausgabe. Reclam, Leipzig 1947.

Bearbeiter
- Memoiren aus dem spanischen Freiheitskampfe 1808-1811. Herausgegeben von Ernst Schultze. Gutenberg, Hamburg 1908.
- Major Massons Geheime Memoiren. Langen, München 1917.
- Jules Michelet: Geschichte der französischen Revolution. Nach der Übersetzung von Richard Kühn bearbeitet u. herausgegeben. Gutenberg, Wien Hamburg Zürich 1929/30.